# Скори (Мядельський район)
Скори (біл. вёска Скоры) — село в складі Мядельського району Мінської області, Білорусь. Село підпорядковане Нарачанській сільській раді, розташоване в північній частині області.